# Vanek
Pour les articles homonymes, voir Vanek (homonymie).
Vanek ou Vaneq (en arménien Վանեք) est une communauté rurale du marz de Syunik en Arménie. En 2008, elle compte 73 habitants.